# Makrokylindrus aegaeus
Makrokylindrus aegaeus är en kräftdjursart som beskrevs av Daniel Reyss 1974. Makrokylindrus aegaeus ingår i släktet Makrokylindrus och familjen Diastylidae. Inga underarter finns listade i Catalogue of Life.